# Huile essentielle d'arbre à thé

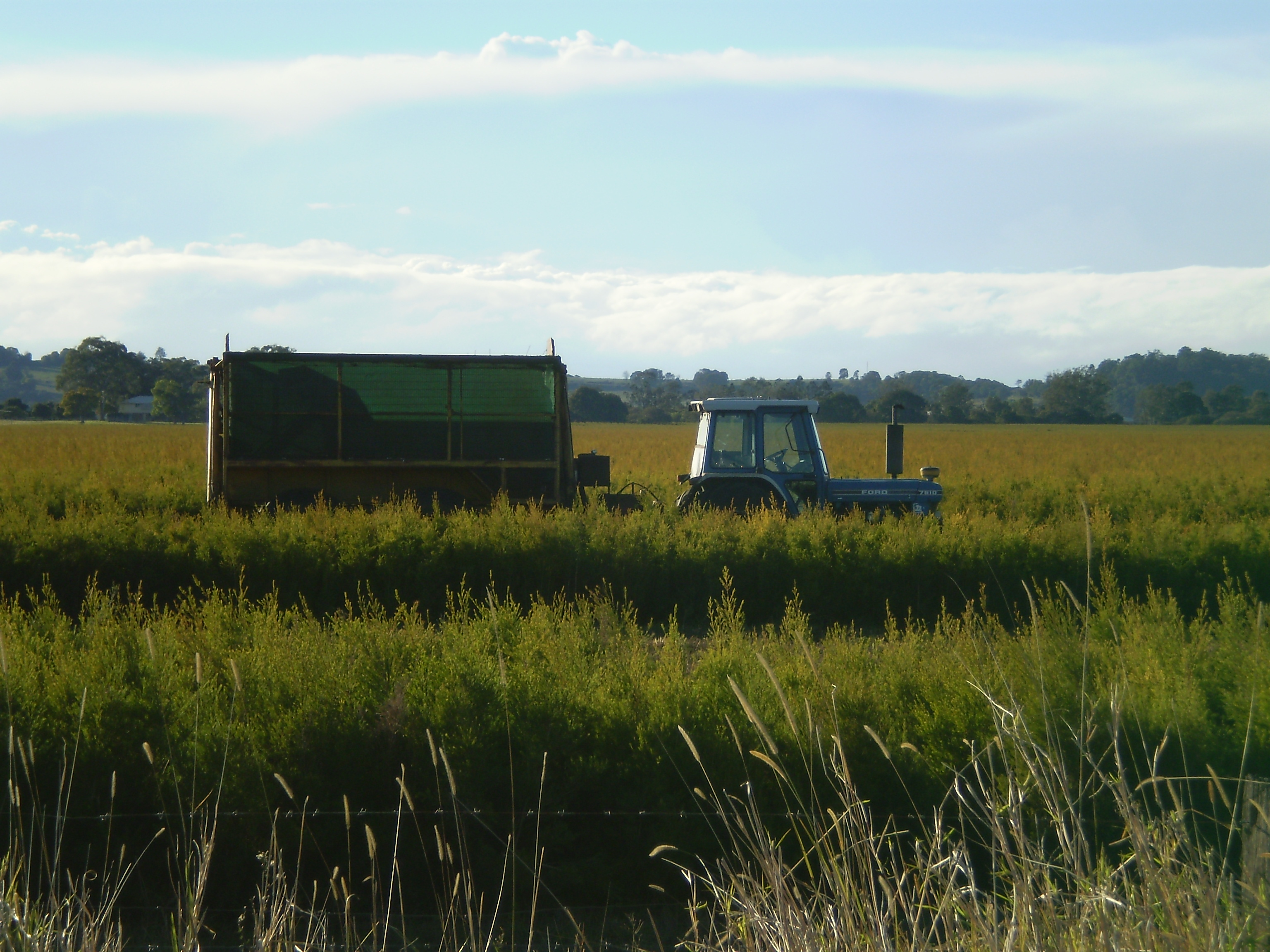
Plantation d'arbre à thé (Coraki, Nouvelle-Galles du Sud, Australie).

L'huile essentielle d'arbre à thé, ou huile essentielle de mélaleuca, est une huile essentielle obtenue par entraînement à la vapeur de feuilles et d'extrémités de rameaux de l'arbre à thé (Melaleuca alternifolia, plante très différente du théier), ainsi que de Melaleuca linariifolia, de M. dissitiflora ou d'autres espèces du genre Melaleuca, tous originaires d'Australie. Elle ne doit pas être confondue avec l'huile de graines de thé, obtenue par pression des graines de Camellia oleifera.
Elle est notamment utilisée pour des effets antibactériens et antifongiques.
Encore assez peu étudiée par la méthode scientifique, ses propriétés et ses conditions optimales d'utilisation (posologie, voie d'administration, etc.) dans un but thérapeutique sont encore mal connues. Ses effets secondaires sont eux aussi mal connus. Par précaution, cette huile ne devrait pas être ingérée, surtout par l'enfant et par la femme enceinte ou allaitante, et pour y  éviter la formation d'ascaridole (produit dont l'évaluation toxicologique est encore imparfaite), le flacon doit être conservé au frais et à l'abri de la lumière.

## Tradition et histoire
Les feuilles de divers Melaleuca étaient traditionnellement utilisées par les aborigènes d'Australie contre le rhume, la fièvre et les congestions. Le peuple des Bundjalung de la côte nord-est de la Nouvelle-Galles du Sud écrasaient les feuilles pour en inhaler l'essence ou les faisaient infuser pour en boire la tisane.
Il se dit que lors de la Seconde Guerre mondiale, les soldats australiens auraient été pourvus d'un flacon d'huile essentielle pour traiter d'éventuelles infections cutanées et pour repousser les insectes. Mais il est possible que cette histoire ne soit qu'une légende, car aucun élément de preuve n'a pu être apporté à cette affirmation.
À la fin du XXe siècle, la fabrication d'huile essentielle de tea tree a connu un développement rapide en Australie. En un peu plus d’une décennie, la production a été multipliée par presque quarante : elle est passée de huit tonnes en 1984 à trois cents tonnes en 1997. Ceci a pu se faire par le passage à une culture industrielle. Les agriculteurs sont passés d'une cueillette manuelle de branches d'arbres sauvages du bush, à la plantation à grande échelle de M. alternifolia, à l'usage d'engrais, d'herbicides et pesticides et à la récolte par de grosses moissonneuses des jeunes plants d'un an, qui sont coupés, tiges et feuilles ensemble, et envoyés directement à la distillerie.

## Fabrication
Cette huile est produite par entraînement à la vapeur de feuilles et d'extrémités de rameaux de l'« arbre à thé » (Melaleuca alternifolia, plante très différente du théier), ainsi que de Melaleuca linariifolia, de M. dissitiflora ou d'autres espèces du genre Melaleuca, tous originaires d'Australie.

## Composition
Différents arbres du genre Melaleuca sont utilisés (Melaleuca alternifolia, Melaleuca linariifolia, Melaleuca dissitiflora (en), etc.) pour fabriquer l'huile essentielle de mélaleuca. C'est une huile volatile, de couleur jaune pâle, d'odeur balsamique, légèrement épicée, qui renferme plus d'une centaine de substances dont de nombreux mono- et sesquiterpènes. Le composant majoritaire est le terpinène-4-ol qui serait le principal responsable de l'activité antimicrobienne de l'huile.
Afin de faciliter l'appréciation de sa qualité, une norme spécifie certaines caractéristiques de l'huile essentielle, dont un taux minimum de 30 % de terpinène-4-ol, sans limite supérieure, et au plus 15 % d'eucalyptol (appelé aussi 1,8-cinéol) sans limite inférieure[réf. souhaitée].
Le tableau ci-dessous donne la composition de l'« huile essentielle de Melaleuca, type terpinène-4-ol » selon la norme ISO 4730:1996 qui spécifie la teneur de quatorze composants :
| Profil chromatographique |                               |
| Composant                | Concentration (% min - % max) |
| Terpinène-4-ol           | > 30                          |
| Terpinolène              | 1,5 - 5                       |
| Eucalyptol (1,8-cinéol)  | 0 - 15                        |
| α-Terpinène              | 5 - 13                        |
| γ-Terpinène              | 10 - 28                       |
| p-Cymène                 | 0,5 - 12                      |
| α-Terpinéol              | 1,5 - 8                       |
| Limonène                 | 0,5 - 4                       |
| Sabinène                 | 0,5 - 3,5                     |
| Aromadendrène            | tr - 7                        |
| δ-Cadinène               | tr - 8                        |
| Globulol                 | tr - 3                        |
| Viridiflorol             | tr - 1,5                      |
| α-Pinène                 | 1 - 6                         |

## Usages
Elle est fréquemment recommandée par les aromathérapeuthes en cas d’abcès, acné surinfectée, impétigo, mycoses cutanées (notamment des pieds) et mycoses des voies digestives,. Elle est utilisée en aromathérapie médicale et familiale, et massothérapie, notamment dans un but antimicrobien.
Ses propriétés antiseptiques (antibactérien et antimycosique) lui permettent d'être un principe actif de nombreuses préparations cosmétiques.
En Australie, l'huile essentielle de tea tree est largement employée par voie locale, le plus souvent sous forme de gels, de crèmes, de lotions, d'onguents, de shampooings, de savons, de dentifrices, de bains de bouches, de désinfectants d'atmosphère (par exemple).

### Risques en cas d'ingestion
Cette huile essentielle ne devrait pas être avalée, mais elle est présentée dans certains compléments alimentaires (de même que des huiles de niaouli et de cajeput), trois huiles provenant toutes d'espèces de Melaleuca, qui sont déconseillées, voire interdites dans certains pays européens, par exemple autorisées en Italie, mais interdites en Belgique, en absorption par voie orale, en raison de leurs potentiels effets neurotoxiques. Sur la base d'allégations, ces compléments alimentaires sont cependant parfois détournés comme traitement d’appoint contre certaines infections (angines, sinusites, cystites...). En France l'Anses a confirmé en 2020, que d'après les connaissances actuelles, certains composés des huiles essentielles de Melaleuca « présentent des risques neurologiques (niaouli et cajeput), cancérigènes, génotoxiques et potentiellement reprotoxiques. » L'Anses a produit des recommandations pour la conservation, le dosage, d’éviction voire d’interdiction de ces huiles, qui sont notamment à déconseiller aux enfants et aux femmes enceintes ou allaitantes.
Pour l'Anses, cette huile contient trois composés préoccupants : 
1. le terpinèn-4-ol (dont la toxicité testiculaire est démontrée chez le rat)[3],
2. le méthyleugénol, présent à très faible dose, mais connu comme génotoxique et cancérogène pour l’Homme[3],
3. l’ascaridole qui se forme quand l'huile n’est pas correctement conservée, dont la toxicité et la présence dans les compléments alimentaires n'a pas encore en 2020 été très étudiée.

Les risques induits par le terpinèn-4-ol et le méthyleugénol varient selon la teneur de l'huile en ces composés, selon le nombre et la taille des gouttes ingérées, et au vu du poids corporel du consommateur. 
En 2020, l’Anses a recommandé « aux opérateurs de déterminer le nombre maximal de gouttes à consommer par jour et pour cela, de prendre en compte les teneurs en terpinèn-4-ol et en méthyleugénol dans ces huiles essentielles, la taille des gouttes délivrées par les flacons et le poids corporel du consommateur. Par ailleurs, pour prévenir la formation d’ascaridole, le consommateur doit être informé de la nécessité d’une conservation au frais et à l’obscurité des huiles essentielles d’arbre à thé ».

## Propriétés pharmacologiques
L'activité antimicrobienne des Mélaleuca était utilisée par les aborigènes Bundjalung qui appliquaient sur les blessures des feuilles fraîches écrasées. La première étude des propriétés médicinales de l'huile essentielle de mélaleuca remonte à Penfold en 1920 et marque le début de l'utilisation de l'huile plutôt que de la plante fraîche. Le chimiste australien Penfold montra que l'huile avait une activité antimicrobienne onze fois supérieure à celle du phénol, le désinfectant commun de l'époque.
Depuis cette époque, le spectre des activités de l'huile a été très étudié avec des méthodes plus rigoureuses et a concerné plus particulièrement les propriétés antibactériennes, antifongiques, antivirales et antiprotistes.

### Étudesin vitro
- Activité antibactérienne : des tests in vitro ont montré l'activité de l'huile à l'encontre du Staphylococcus aureus et en particulier contre les souches résistantes à la méticilline, un antibiotique de la famille des pénicillines. Les études sur des souches résistantes à la méticilline d'Australie et du Royaume-Uni donnèrent une concentration minimale d'inhibition (CMI)[n 8] de 0,25 % et de 0,31 % respectivement[5]. La vaporisation de l'huile essentielle de mélaleuca peut aussi inhiber Mycobacterium avium, Escherichia coli, Haemophilus influenzae, Streptococcus pyogenes et Streptococcus pneumoniae[12]. Le mécanisme d'action des monoterpènes (terpinène-4-ol, α-terpinéol et 1,8-cinéol) semble impliquer la perte de l'intégrité et des fonctions de la membrane de la bactérie. Plusieurs autres études in vitro montrent cette propriété[13],[14].
- Activité antifongique : des études assez complètes sur l'activité antifongique de l'huile essentielle de mélaleuca ont montré qu'elle inhibait un large spectre de levures (Candida), dermatophytes et autres champignons filamenteux (Alternaria spp., Aspergillus flavus, Candida albicans, C. glabrata, C. parapsilosis, Cladosporium spp., Fusarium spp., Penicillium spp., Rhodotorula rubra, Saccharomyces cerevisiae, Trichophyton mentagrophytes, T. rubrum, T. tonsurans, etc.[5]). L'exception notable est Aspergillus Niger qui a une CMI élevée de 8 %. Elle a une activité synergique avec le clotrimazole contre C. albicans, et antagoniste contre C. glabrata[15].
- Activité antivirale : l'effet de l'huile essentielle de mélaleuca sur le virus HSV responsable de l'herpès, provoquant des éruptions vésiculeuses de boutons sur la peau, a été étudié en traitant des plaques monocouches de cellules contaminées par des virus HSV, incubés par diverses concentrations d'huile essentielle de mélaleuca[16]. La concentration d'huile inhibant la moitié de la surface des plaques est de 0,0009 % pour HSV-1 et 0,0008 % pour HSV-2[16].
- L'huile montre aussi une activité contre les protistes Leishmania major et Trypanosoma brucei[17].

### Étudesin vivo

#### Évaluations cliniques
Selon Bruneton, « Globalement, les essais disponibles, souvent uniques et d'effectif insuffisant, sont de qualité méthodologique inégale, et pas toujours optimale. Il est possible que les produits à base d'huile essentielle de tea tree aient un intérêt dans certaines affections dermatologiques et pour l'hygiène buccale, mais le niveau de preuve reste faible en l'absence d'essais complémentaires ».
Des essais cliniques ont évalué l'efficacité de l'huile essentielle de mélaleuca dans les indications suivantes :
- traitement de l'acné : l'efficacité d'un gel à 5 % d'huile essentielle, serait identique à celle du peroxyde de benzoyle, à la même concentration[7] ;
- traitement de l'onychomycose : un essai[18] en double aveugle, randomisé, de patients souffrant d'onychomycose (mycose des ongles) a montré une efficacité identique de l'huile essentielle (à 100 %) et du clotrimazole (à 1 %) ;
- éradication d'une colonisation de staphylocoques dorés méthicillinorésistants (SDMR). La décontamination de 236 patients hospitalisés porteurs de SDMR a fait l'objet d'un essai randomisé[19] avec soit de l'huile essentielle de mélaleuca (crème nasale à 10 %, lavage corporel à 5 %, crème sur les lésions, blessures, etc.) soit le traitement standard (pommade à 2 % de mupirocine, lavage au savon à 4 % gluconate de chlorhexidine, etc.). Il n'a été trouvé aucune différence significative entre les deux traitements mais la mupirocine a été plus efficace dans le traitement nasal et le mélaleuca plus efficace dans le traitement superficiel de la peau ;
- traitement du pied d'athlète. Un essai[20] randomisé, en double aveugle, de patients souffrant de tinea pedis recevant soit un traitement à base de crème à 25 % ou 50 % d'huile essentielle de mélaleuca, ou un placebo, a montré une efficacité supérieure des premiers (64 % de guérison dans le groupe à 50 % d'huile essentielle comparé à 31 % du groupe à placebo). Une étude[21] plus ancienne de comparaison de traitement avec une crème à 10 % d'huile essentielle, ou à 1 % de tolnaftate, avait montré une efficacité supérieure à celle du placebo pour réduire les symptômes de cette affection cutanée, mais seul le tolnaftate avait été efficace pour éliminer les champignons[7]. Un risque certain de dermite est associé aux fortes concentrations de l'huile.

## Effets secondaires

### Toxicité aiguë
Les sources médicales rapportent des intoxications consécutives à l'ingestion de l'huile essentielle de l'arbre à thé. Ainsi, on peut lire qu'elle est toxique à faibles doses si elle est avalée par des animaux de compagnie et que, chez l'être humain (notamment chez le jeune enfant), plusieurs effets secondaires sérieux ont été décrits,,, avec comme symptômes l'ataxie, des malaises, des nausées et une certaine désorientation, voire un coma à fortes doses. Cependant, une revue des études de toxicité affirme que l'utilisation de l'huile par voie orale est relativement sûre et que les effets indésirables sont mineurs.

### Perturbation endocrinienne
Cette huile essentielle semblerait avoir des propriétés de type perturbateur endocrinien, proches de celles des œstrogènes, lorsqu'elle est utilisée dans certaines conditions.
Un rapport de cas publié en 2007, suggère que l'utilisation d'un savon à l'huile essentielle d'arbre à thé ait été responsable d'une poussée des seins (gynécomastie) chez trois garçons prépubères,. Dans la même étude, les chercheurs ont mis en évidence que cette huile essentielle possédait un faible effet estrogénique et anti-androgénique qui pourrait contribuer à déséquilibrer la physiologie de ces hormones.

### Allergie
Appliquée sur la peau, l'huile essentielle de mélaleuca peut provoquer des irritations cutanées. Les composants eucalyptol, D-limonène, aromadendrène, α-terpinène, terpinène-4-ol, p-cymène et α-phellandrène ont été cités comme allergisants. 
Une revue des études de toxicité affirme que les réactions allergiques surviennent chez des individus prédisposés et sont probablement dues à des produits d'oxydation formés par l'exposition de l'huile à la lumière ou à l'air.